# Villar del Campo
Villar del Campo – gmina w Hiszpanii, w prowincji Soria, w Kastylii i León, o powierzchni 25,29 km². W 2011 roku gmina liczyła 23 mieszkańców.